# Sigurd Hofmann
Sigurd Hofmann (Česká Kamenice, 15 de febrero de 1944-17 de junio de 2022) fue un físico alemán descubridor, junto a sus colaboradores, de los elementos químicos darmstadtio, roentgenio y copernicio.

## Biografía
Sigurd Hofmann estudió física y física nuclear en la Universidad Técnica de Darmstadt, doctorándose en 1974 y, posteriormente, trabajó en la investigación de iones pesados en el Gesellschaft für Schwerionenforschung de Darmstadt, Alemania, donde es líder en los experimentos en búsqueda de los elementos pesados. 
Hofmann ha realizado investigaciones en el Laboratorio Lawrence Berkeley (EE. UU.), el Laboratorio Flerov (Rusia) y el Laboratorio de Daresbury (Reino Unido). Posee títulos honoríficos del Laboratorio de Dubna y las universidades de Frankfurt y de Bratislava. Sus intereses principales son la síntesis de núcleos en los límites de estabilidad.
Es miembro de la Landsmannschaft Chattia Gießen (una corporación universitaria similar a las fraternidades norteamericanas), así como de la Turnerschaftens Saxo-Vandalia Halle y Hasso-Saxonia Kaiserslautern pertenecientes a Coburger Convent.

## Descubrimiento del copernicio
El 9 de febrero de 1996 su equipo de investigación produjo el elemento de número atómico 112, que sólo se mantiene estable una fracción de segundo. En junio de 2010, le fue asignado el nombre copernicio por la IUPAC.

## Premios
- Premio de Física 1984 de la Sociedad Alemana de Física
- Premio Otto Hahn 1996 de la Ciudad de Frankfurt (junto con Gottfried Münzenberg)
- Medalla Roentgen 2006 del estado Remscheid-Lennep
- Cátedra Helmholtz de la Asociación Helmholtz de Centros de Investigación Alemanes